# Альоша Андонов
Альоша Андонов е бивш български футболист, треньор по футбол, от 2010 година начело на ОФК Бдин (Видин).

## Биография

### Футболна кариера
Като футболист играе за ПФК ЦСКА (София), ПФК Беласица (Петрич), ПФК Дунав (Русе), ПФК Берое (Стара Загора), ПФК Миньор (Перник), Любек (Германия).

### Треньорска кариера
Като треньор е бил начело на тимовете на Нови Искър, Миньор (Бобов дол), ПФК Славия (София), ПФК Беласица (Петрич), ПФК Марек (Дупница), ПФК Рилски спортист (Самоков) и ОФК Бдин (Видин).